# Retragerea României din Uniunea Europeană

Localizarea României în Uniunea Europeană

De-a lungul timpului au existat propuneri ca România să se retragă⁠(d) din Uniunea Europeană (UE), aceasta fiind uneori cunoscută sub numele de Roexit sau Romexit  (ambele fiind abrevieri din „România” și „exit”/ieșire).

## Istorie
În 2018, Daniel Dragomir a sugerat pe Facebook că România ar trebui să părăsească Uniunea Europeană (UE). Dragomir, un naționalist împotriva politicilor anticorupție ale țării și fost membru al Serviciului Român de Informații (SRI), a declarat că apartenența la UE afectează suveranitatea națională a României și că Bruxelles-ul „ne fură”. Această afirmație s-a dovedit a fi falsă, întrucât România a primit atunci mai mulți bani decât i-a dat UE. El a spus asta după ce Frans Timmermans, vicepreședintele Comisiei Europene, a criticat reformele justiției care aveau loc atunci în România. Dragomir a publicat o listă cu 10 motive pentru care țara ar trebui să părăsească UE.  Dorința a fost susținută în contextul unui discurs eurosceptic de atunci al președintelui PSD, Liviu Dragnea, care acuza că Uniunea Europeană și NATO au finanțat statul paralel. După apariția dezbaterii în spațiul public, Dragnea și-a reafirmat atașamentul PSD față de Uniunea Europeană, însă introduce ideea negocierii și ca România să-și „ceară drepturile”.
Unele partide politice din România susțin și propunerea. Un exemplu este Noua Dreaptă, un partid de extremă dreapta, se opune prezenței României în UE și NATO.
Totuși, unii politicieni pro-UE precum Corina Crețu, fost comisar european pentru politică regională⁠(d), au criticat ideea, numind-o „un lux” pe care țara nu și-l permite și enumerând câteva momente în care UE a ajutat țara. Victor Negrescu, ministrul delegat al României de atunci pentru Afaceri Europene, a spus că ideea nu este luată în considerare la nivel politic în țară și că a fost creată doar pentru a „stârni controverse”. El a pledat în schimb pentru integrarea României în politica europeană, acuzând Rusia că promovează o retorică anti-UE în România.
În decembrie 2020, partidul eurosceptic Alianța pentru Unirea Românilor (AUR), care a fost descris drept de extremă dreaptă, a intrat pentru prima dată în Parlamentul României și a devenit al 4-lea partid ca mărime din țară, deși nu era clar inițial dacă susținea sau nu părăsirea UE. Ulterior, George Simion, a negat dorința partidului de a părăsi UE, fapt afirmat și în programul partidului, deși a afirmat că există români care doresc aceasta.
În 2021, senatoarea Diana Iovanovici-Șoșoacă, fostă membră AUR pe atunci afiliată Partidul Neamul Românesc⁠(d) (PNR), și-a exprimat sprijinul pentru o retragere a României din UE. Mai mult, câteva exemple de personalități din afara politicii care susțin acest lucru includ actorul român Mihai Mălaimare, care și-a exprimat sprijinul pentru retragerea României din UE în 2022; și actorul și regizorul român Dan Puric, care a afirmat că UE va cădea, că are o ideologie neomarxistă, că se opune creștinismului și că are scopul de a dăuna României. Postările pe Facebook care discutau ipoteza au crescut constant între 2017 și 2021
În februarie 2025, pe atunci fost candidat favorit la președinție, Călin Georgescu, a propus organizarea unui referendum care a fost interpretat ca fiind referitor la apartenența României la UE și NATO, negate ulterior de acesta. Cu toate acestea, în februarie 2025 afirma în alt interviu că, în cazul unor posibile sancțiuni economice din partea UE, el nu este interesat de banii europeni, îl are pe Dumnezeu și că independența unei țări ține de capacitatea de a se finanța singură.

## Opinie publică
Euroscepticismul nu este, în general, foarte popular în rândul românilor. Potrivit unui sondaj din 2015, 65,6% dintre români au considerat că aderarea la UE a fost benefică pentru țara lor. Aceasta a reprezentat o schimbare foarte notabilă în comparație cu un sondaj din 2013; doar 35% au considerat UE ca fiind benefică. În plus, 58% au fost de acord cu adoptarea monedei euro în 2015, comparativ cu 35% în 2013. Ulterior, într-un sondaj realizat în 2022, 71,1% dintre respondenți au declarat că nu vor vota pentru a părăsi UE, față de 25,2% care ar vota, ceea ce a reprezentat din nou o creștere a sprijinului față de UE în rândul românilor. În 2025, 88,1% din români se opun ieșirii României din Uniunea Europeană.